# Нигерија на Светском првенству у атлетици у дворани 2012.
Нигерија је на Светском првенству у атлетици у дворани 2012. одржаном у Истанбулу од 9. до 11. марта  четрнаести пут, односно учествовала је на свим првенствима до данас. Репрезентацију Нигерије представљала су пет такмичара (2 мушкарца и 3 жене), који су се такмичили у четири дисциплине.
На овом првенству Нигерија није освојила ниједну медаљу. У табели успешности према броју и пласману такмичара који су учествовали у финалним такмичењима (првих 8 такмичара) Нигерија је са две учеснице у финалу делила 35. место са освојена 4 бода.
| Плас. | Земља    | 1. место | 2. место | 3. место | 4. место | 5. место | 6. место | 7. место | 8. место | Бр. финал. | Бод. |
| ----- | -------- | -------- | -------- | -------- | -------- | -------- | -------- | -------- | -------- | ---------- | ---- |
| =35.  | Нигерија | 0        | 0        | 0        | 0        | 1        | 0        | 0        | 0        | 1          | 4    |

## Учесници
| Мушкарци: - Peter Emelieze — 60 м - Тосин Оке — Троскок | Жене: - Глорија Асумну — 60 м - Muizat Ajoke Odumosu — 60 м препоне - Seun Adigun — Скок увис |  |

## Резултати

### Мушкарци
| Атлетичар      | Дисциплина | Лични рекорд | Квалификације  | Квалификације  | Полуфинале | Полуфинале | Финале               | Финале               | Детаљи |
| Атлетичар      | Дисциплина | Лични рекорд | Резултат       | Место          | Резултат   | Место      | Резултат             | Место                | Детаљи |
| -------------- | ---------- | ------------ | -------------- | -------------- | ---------- | ---------- | -------------------- | -------------------- | ------ |
| Peter Emelieze | 60 м       | 6,64         | 6,85 КВ        | 1. у гр. 1     | 6,81       | 7. у гр. 1 | Није се квалификовао | 19 / 57 (61)         |        |
| Тосин Оке      | Троскок    | 16,89        | Није стартовао | Није стартовао |            |            | Није се квалификовао | Није се квалификовао |        |

### Жене
| Атлетичарка          | Дисциплина   | Лични рекорд | Квалификације | Квалификације | Полуфинале  | Полуфинале | Финале                | Финале       | Детаљи |
| Атлетичарка          | Дисциплина   | Лични рекорд | Резултат      | Место         | Резултат    | Место      | Резултат              | Место        | Детаљи |
| -------------------- | ------------ | ------------ | ------------- | ------------- | ----------- | ---------- | --------------------- | ------------ | ------ |
| Глорија Асумну       | 60 м         | 7,07         | 7,19 КВ       | 1. у гр. 2    | 7,20 кв     | 3. у гр. 1 | 7,22                  | 6 / 62 (64)  |        |
| Muizat Ajoke Odumosu | 400 м        | 52,78        | 53,47 кв      | 3. у гр. 4    | 54,06       | 5. у гр. 1 | Није се квалификовала | 14 / 30 (32) |        |
| Seun Adigun          | 60 м препоне |              | 8,21 кв       | 6. у гр. 3    | 8,07 кв, ЛР | 4. у гр. 1 | 8,33                  | 8 / 28 (31)  |        |